# Championnat de France de rugby à XV 1892-1893
Navigation
1891-1892 1893-1894
La deuxième édition du championnat interclubs de football-rugby de l'USFSA a lieu lors de la saison 1892-1893 et est remporté par le Stade français qui bat le Racing club de France en finale.

## Participants
Pour cette seconde édition du Championnat interclubs, l'USFSA veut élargir son champs d'actions en invitant d'autres clubs parisiens. Trois nouvelles sociétés répondent à l'appel par rapport à l'an passée.
- Racing club de France (champion 1892)
- Stade français (finaliste 1892)
- Académie Julian
- Cercle pédestre d'Asnières
- Inter-Nos (groupement d'immigrés britanniques)

Le Championnat interclubs de football-rugby s'organise autour de deux phases, une éliminatoire et une finale sur le terrain de Bécon-les-Bruyères, c'est-à-dire la pelouse de l'Inter-Nos.
L'USFSA organise deux phases éliminatoires, l'une le 5 mars et la seconde le 12 mars. Ainsi, le championnat se termine avec une finale le 19 mars 1893.

## Championnat
|  | Première éliminatoire    | Première éliminatoire     | Première éliminatoire    | Première éliminatoire    |    |    | Seconde éliminatoire | Seconde éliminatoire | Seconde éliminatoire | Seconde éliminatoire |  |  | Finale                    | Finale                    | Finale                    | Finale                    |
|  |                          |                           |                          |                          |    |    |                      |                      |                      |                      |  |  |                           |                           |                           |                           |
|  | 5 mars 1894 à Courbevoie | 5 mars 1894 à Courbevoie  | 5 mars 1894 à Courbevoie | 5 mars 1894 à Courbevoie |    |    |                      |                      |                      |                      |  |  | 19 mars 1893 à Courbevoie | 19 mars 1893 à Courbevoie | 19 mars 1893 à Courbevoie | 19 mars 1893 à Courbevoie |
|  | 5 mars 1894 à Courbevoie | 5 mars 1894 à Courbevoie  | 5 mars 1894 à Courbevoie | 5 mars 1894 à Courbevoie |    |    |                      |                      |                      |                      |  |  | 19 mars 1893 à Courbevoie | 19 mars 1893 à Courbevoie | 19 mars 1893 à Courbevoie | 19 mars 1893 à Courbevoie |
|  | Racing CF                | Racing CF                 | 21                       | 21                       |    |    |                      |                      |                      |                      |  |  | 19 mars 1893 à Courbevoie | 19 mars 1893 à Courbevoie | 19 mars 1893 à Courbevoie | 19 mars 1893 à Courbevoie |
|  | Racing CF                | Racing CF                 | 21                       | 21                       |    |    |                      |                      |                      |                      |  |  | 19 mars 1893 à Courbevoie | 19 mars 1893 à Courbevoie | 19 mars 1893 à Courbevoie | 19 mars 1893 à Courbevoie |
|  | CP Asnières              | CP Asnières               | 0                        | 0                        |    |    |                      |                      |                      |                      |  |  | 19 mars 1893 à Courbevoie | 19 mars 1893 à Courbevoie | 19 mars 1893 à Courbevoie | 19 mars 1893 à Courbevoie |
|  | CP Asnières              | CP Asnières               | 0                        | 0                        |    |    |                      |                      |                      |                      |  |  | 19 mars 1893 à Courbevoie | 19 mars 1893 à Courbevoie | 19 mars 1893 à Courbevoie | 19 mars 1893 à Courbevoie |
|  |                          |                           |                          |                          |    |    |                      |                      |                      |                      |  |  | 19 mars 1893 à Courbevoie | 19 mars 1893 à Courbevoie | 19 mars 1893 à Courbevoie | 19 mars 1893 à Courbevoie |
|  |                          |                           |                          |                          |    |    |                      |                      |                      |                      |  |  | 19 mars 1893 à Courbevoie | 19 mars 1893 à Courbevoie | 19 mars 1893 à Courbevoie | 19 mars 1893 à Courbevoie |
|  |                          |                           |                          |                          |    |    |                      |                      |                      |                      |  |  | 19 mars 1893 à Courbevoie | 19 mars 1893 à Courbevoie | 19 mars 1893 à Courbevoie | 19 mars 1893 à Courbevoie |
|  |                          | 12 mars 1893 à Courbevoie |                          |                          |    |    |                      |                      |                      |                      |  |  | 19 mars 1893 à Courbevoie | 19 mars 1893 à Courbevoie | 19 mars 1893 à Courbevoie | 19 mars 1893 à Courbevoie |
|  |                          |                           |                          |                          |    |    |                      |                      |                      |                      |  |  | 19 mars 1893 à Courbevoie | 19 mars 1893 à Courbevoie | 19 mars 1893 à Courbevoie | 19 mars 1893 à Courbevoie |
|  | Racing CF                | Racing CF                 | 0                        | 0                        |    |    |                      |                      |                      |                      |  |  |                           |                           |                           |                           |
|  | Racing CF                | Racing CF                 | 0                        | 0                        |    |    |                      |                      |                      |                      |  |  |                           |                           |                           |                           |
|  |                          |                           | Stade français           | Stade français           | 18 | 18 |                      |                      |                      |                      |  |  |                           |                           |                           |                           |
|  |                          |                           |                          |                          | 18 | 18 |                      |                      |                      |                      |  |  |                           |                           |                           |                           |
|  |                          |                           |                          |                          |    |    |                      |                      |                      |                      |  |  |                           |                           |                           |                           |
|  |                          |                           |                          |                          |    |    |                      |                      |                      |                      |  |  |                           |                           |                           |                           |
|  | Stade français           | Stade français            | 2                        | 2                        |    |    |                      |                      |                      |                      |  |  |                           |                           |                           |                           |
|  | Stade français           | Stade français            | 2                        | 2                        |    |    |                      |                      |                      |                      |  |  |                           |                           |                           |                           |
|  |                          |                           | Académie Julian          | Académie Julian          | 0  | 0  |                      |                      |                      |                      |  |  |                           |                           |                           |                           |
|  |                          |                           |                          |                          | 0  | 0  |                      |                      |                      |                      |  |  |                           |                           |                           |                           |
|  |                          |                           |                          |                          |    |    |                      |                      |                      |                      |  |  |                           |                           |                           |                           |
|  |                          |                           |                          |                          |    |    |                      |                      |                      |                      |  |  |                           |                           |                           |                           |
|  |                          |                           |                          |                          |    |    |                      |                      |                      |                      |  |  |                           |                           |                           |                           |
|  |                          |                           |                          |                          |    |    |                      |                      |                      |                      |  |  |                           |                           |                           |                           |

Pour rappel : L'essai : 1 point ; Pénalité et transformation : 2 points.

## Première éliminatoire
| Dimanche 5 mars 1893 | Académie Julian | 10 - 8 (3 - 7) | Inter-Nos | Terrain de Bécon-les-Bruyères, Courbevoie 1 200 spectateurs Arbitre : Frantz Reichel (1MT) et Louis Dedet (2MT) |
| Dimanche 5 mars 1893 |                 |                |           | Terrain de Bécon-les-Bruyères, Courbevoie 1 200 spectateurs Arbitre : Frantz Reichel (1MT) et Louis Dedet (2MT) |
| Dimanche 5 mars 1893 |                 |                |           | Terrain de Bécon-les-Bruyères, Courbevoie 1 200 spectateurs Arbitre : Frantz Reichel (1MT) et Louis Dedet (2MT) |

| Dimanche 5 mars 1893 | Racing CF | 21 - 0 (11 - 0) | CP Asnières | Terrain de Bécon-les-Bruyères, Courbevoie 1 200 spectateurs |
| Dimanche 5 mars 1893 | Essai(s) : Reichel (5), Pallisseaux (1), Sienkienvicz (1), Ravidat (1) et Landolt (1 tenu) Transformation(s) : G. de Candamo (1) Pénalité(s) : G. de Candamo (2) |                 |             | Terrain de Bécon-les-Bruyères, Courbevoie 1 200 spectateurs |
| Dimanche 5 mars 1893 | |                 |             | Terrain de Bécon-les-Bruyères, Courbevoie 1 200 spectateurs |

On note un expulsé dans cette partie sans plus de précision sur le joueur et l'équipe (sans doute le CPA), il s'agit de la première expulsion du Championnat de France.

## Seconde éliminatoire
| Dimanche 12 mars 1893 16h20 | Stade français              | 2 - 0 (2 - 0) | Académie Julian | Terrain de Bécon-les-Bruyères, Courbevoie Arbitre : Gustave Duchamps |
| Dimanche 12 mars 1893 16h20 | Pénalité(s) : de Vauresmont |               |                 | Terrain de Bécon-les-Bruyères, Courbevoie Arbitre : Gustave Duchamps |
| Dimanche 12 mars 1893 16h20 |                             |               |                 | Terrain de Bécon-les-Bruyères, Courbevoie Arbitre : Gustave Duchamps |

Match âprement disputé jusqu'à la fin. Beaucoup de fautes de jeu « off side ».

## Finale
Comme l'an passé, la finale oppose, le 19 mars 1893, le Racing des trois frères Candamo au Stade français, sur le terrain de l'Inter-Nos à Bécon-les-Bruyères. 
L'arbitre de la rencontre est le néo-zélandais et capitaine de Julian, Thomas Ryan. Il avait participé en 1884 à la première tournée de la sélection de Nouvelle-Zélande en Nouvelle-Galles du Sud (Australie).

Profitant d'une erreur d'arbitrage, le Stade français marque un essai qui brise l'espoir du Racing et l'emporte enfin 7-3, grâce à ses avants.
| Dimanche 19 mars 1893 15h00 | Racing CF                                               | 3 - 7 (3 - 6) | Stade français | Terrain de Bécon-les-Bruyères, Courbevoie 1 200 spectateurs Arbitre : Thomas Ryan |
| Dimanche 19 mars 1893 15h00 | Essai(s) : Wiet (38e) Transformation(s) : G. de Candamo |               | Essai(s) : A. de Joannis (2) et Dorlet (1) (2e MT) Transformation(s) : Garcet de Vauresmont (sur le 1er de Joannis) Pénalité(s) : Garcet de Vauresmont (10e) | Terrain de Bécon-les-Bruyères, Courbevoie 1 200 spectateurs Arbitre : Thomas Ryan |
| Dimanche 19 mars 1893 15h00 |                                                         |               | | Terrain de Bécon-les-Bruyères, Courbevoie 1 200 spectateurs Arbitre : Thomas Ryan |